# Kantig isört
Kantig isört (Mesembryanthemum aitonis) är en isörtsväxtart som beskrevs av Nikolaus Joseph von Jacquin. Kantig isört ingår i isörtssläktet som ingår i familjen isörtsväxter. Arten förekommer tillfälligt i Sverige, men reproducerar sig inte.